# ولیکیی میدسک
ولیکیی میدسک (به لاتین: Velykyi Mydsk) یک روستا در اوکراین است که در Kostopil Raion واقع شده‌است.

## خصوصیات
ولیکیی میدسک ۵٫۹۲ کیلومترمربع مساحت و ۹۱۱ نفر جمعیت دارد و ۱۷۱ متر بالاتر از سطح دریا واقع شده‌است.